# Cathetosaurus

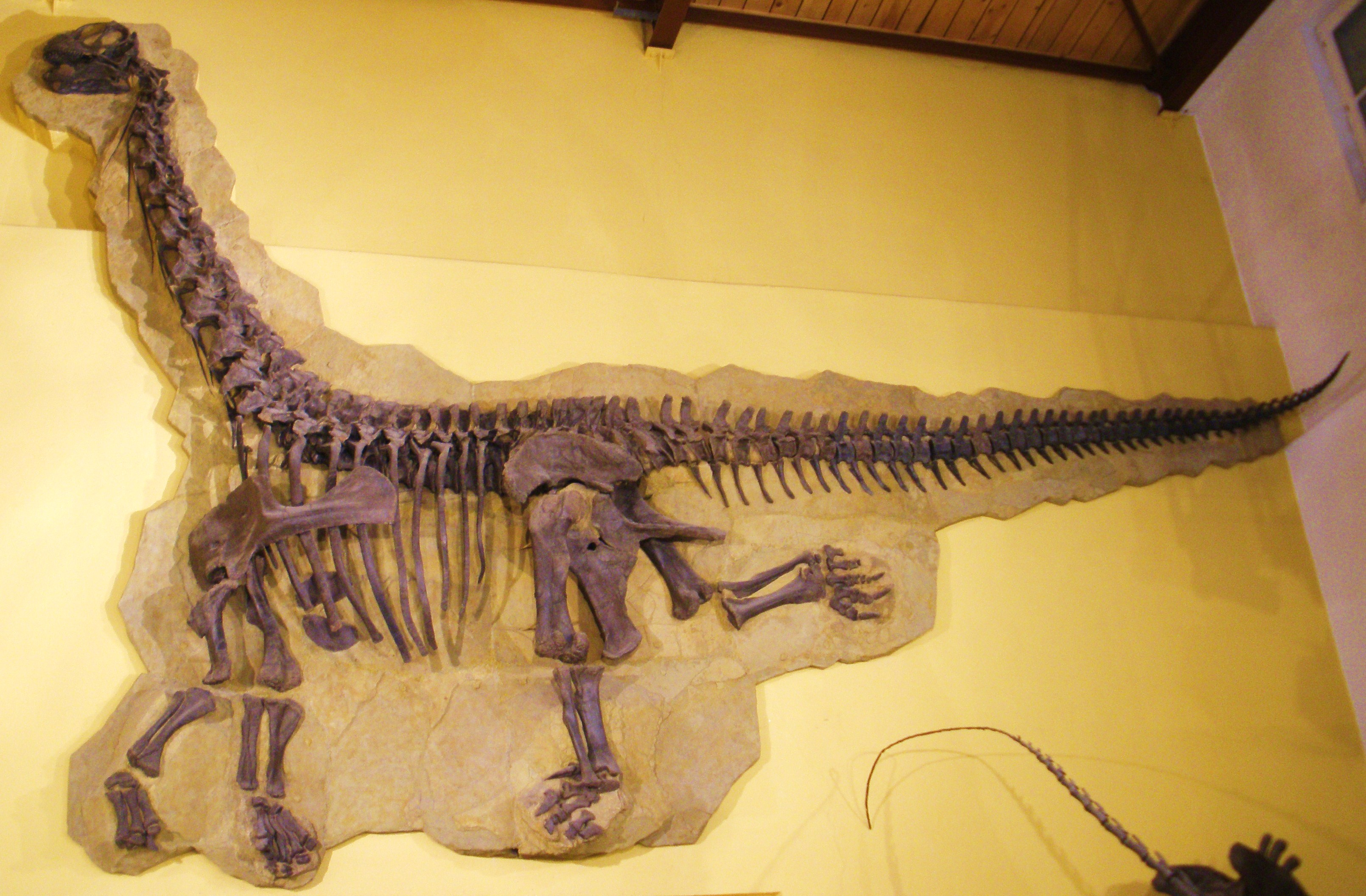
SMA 002, het aan Cathetosaurus toegewezen exemplaar

Cathetosaurus is een geslacht van plantenetende sauropode dinosauriërs, behorend tot de Camarasauromorpha, dat tijdens het late Jura leefde in het gebied van het huidige Noord-Amerika. De enige benoemde soort is Cathetosaurus lewisi. De soort wordt vaak aangeduid als een Camarasaurus lewisi.

## Vondst en naamgeving
In 1967 ontdekten Vivian en Daniel Jones in Pit 1 van de Dominguez/Jones Quarry, iets boven de samenloop van de Little Dominguez Creek en de Big Dominguez Creek in Mesa County, Colorado, het skelet van een sauropode. Ze waarschuwden James Alvin Jensen, "Dino Jim". Jensen werkte als fossielenjager en preparateur voor de Brigham Young University. Doordat dinosauriërs in de jaren zestig vaak nog weinig aandacht kregen, moest hij dergelijke vondsten vaak grotendeels zelf afhandelen. Jensen kwam tot de conclusie dat het om een geheel nieuwe dinosauriër ging. Pas na zijn pensioen kwam hij er toe het exemplaar als zodanig te beschrijven.
In 1988 benoemde Jensen de typesoort Cathetosaurus lewisi. De geslachtsnaam is afgeleid van het Oudgrieks κάθετος, kathetos, "verticaal", een verwijzing naar de vorm van het bekken die een opgerichte positie mogelijk zou maken. De soortaanduiding eert Arnold David Lewis, een oude studievriend en hoofdpreparateur bij het Museum of Comparative Zoology.

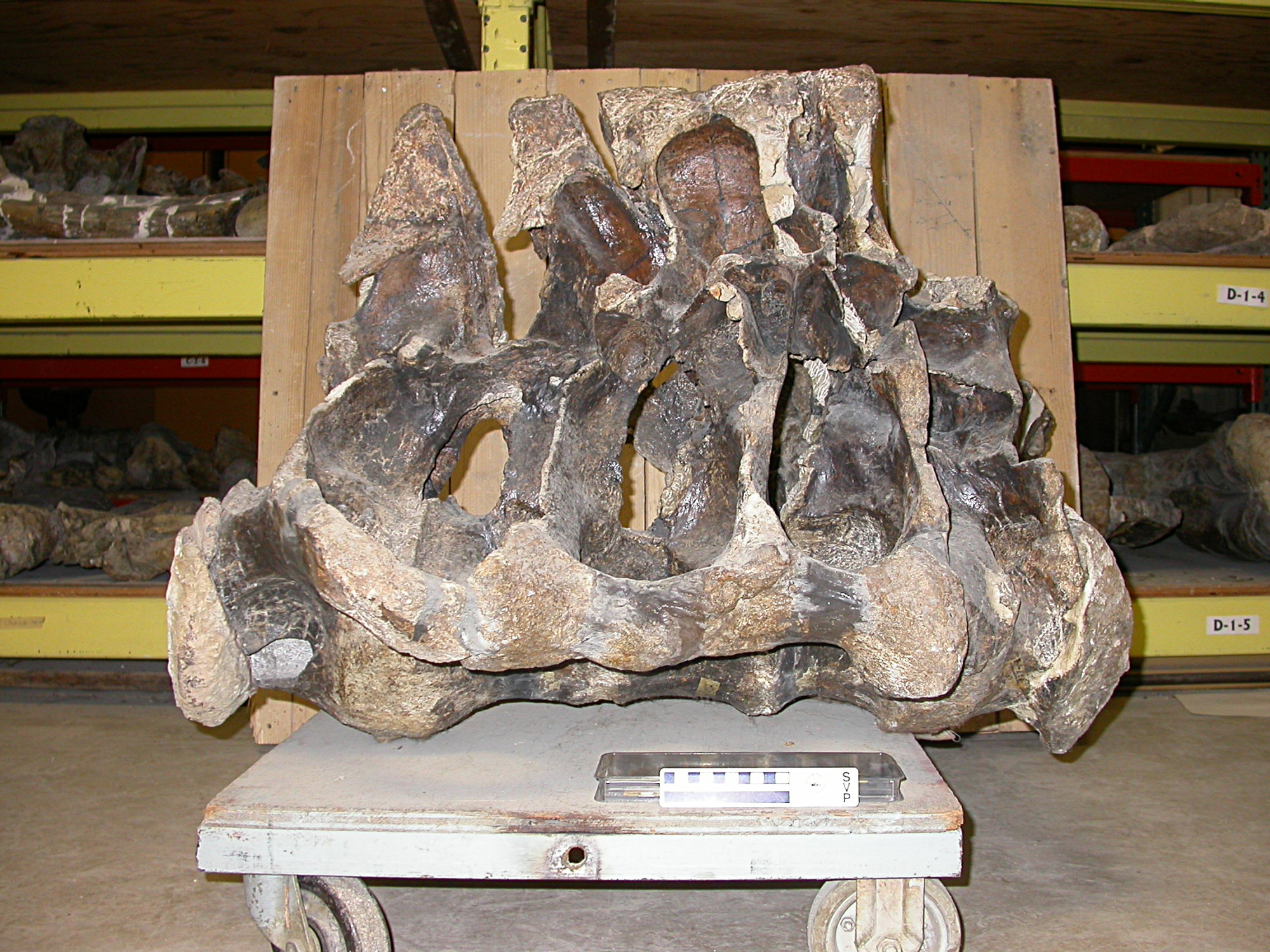
Het heiligbeen van het holotype

Het holotype, BYU 9047 (ook incorrect vermeld als BYU 9740 of BYU 974), is gevonden in de onderste Brushy Basin Member van de Morrisonformatie die dateert uit het Tithonien, ruwweg 150 miljoen jaar oud. Het bestaat uit een gedeeltelijk skelet zonder schedel. Bewaard zijn gebleven: de wervelkolom van de eerste halswervel tot en met de drieënveertigste staartwervel; nekribben; twintig borstribben; zesentwintig chevrons; de rechtervoorpoot; de linkerbekkenhelft; en het rechterzitbeen. Het is mogelijk dat bij de ontdekking het achterhoofd nog aanwezig was en dat dit niet is opgegraven wegens een slechte kwaliteit. Het holotype was in 2022 een van de slechts negen bekende sauropodenexemplaren met een complete reeks halswervels. Het skelet, ongeveer voor twee derden compleet, lag grotendeels in verband en behoort aan een oud individu.
In 1996 beschreef John Stanton McIntosh, na een vollediger preparering door Dee Hall en Richard Erickson, de vondst in veel groter detail. McIntosh erkende in een vooraankondiging hiervan uit 1992 de soort als een geldig taxon, maar plaatste haar in het geslacht Camarasaurus, als een Camarasaurus lewisi. De reden daarvoor was dat "de unieke kenmerken niet belangwekkend genoeg zijn om een nieuw geslacht te erkennen". Dit is een problematisch subjectief criterium; voor de meeste onderzoekers was het probleem dat er al verschillende camarasaurussoorten werden erkend en dat het niet duidelijk was of wellicht een ervan nauwer verwant was aan Cathetosaurus dan aan de rest. McIntosh dacht daarbij dat Jensen, die wel een grote ervaring had in het werken met fossielen, maar geen formele paleontologische opleiding had genoten, per abuis verschillende ouderdomsverschijnselen voor onderscheidende kenmerken had aangezien. Dit werd vrij algemeen aanvaard totdat in 2013 een nieuwe analyse door Octávio Mateus en Emanuel Tschopp aangaf dat Cathetosaurus zo verschillend was dat het aangenomen moest worden dat hij een aparte tak of klade vormde. Zij erkenden daarom het geslacht weer als geldig. Een belangrijk argument hiervoor was dat het in de Howe-Stephens Quarry van Wyoming opgegraven specimen SMA 002, een jonger exemplaar, eigenschappen te zien waren die met Cathetosaurus overeenkwamen. Ze wezen het specimen aan Cathetosaurus lewisi toe, van welk soort daardoor ook een schedel bekend werd die ook weer unieke eigenschappen bleek te hebben. Het fossiel wordt tentoongesteld door het Sauriermuseum Aathal. In 2014 kwam Tschopp hiervan weer terug en wees het specimen toe aan een Camarasaurus sp.

## Beschrijving

### Grootte en onderscheidende kenmerken
Het holotype is met een lengte van zo'n twaalf meter duidelijk kleiner dan Camarasaurus supremus.
McIntosh gaf zeven onderscheidende kenmerken aan. De wervels van de rug en nek hebben een diepe maar smalle kloof in de bovenkant van het doornuitsteeksel, welke kloof dus een V-vormig dwarsprofiel heeft in plaats van U-vormig als bij typische camarasaurussoorten. De gevorkte doornuitsteeksels lopen door tot aan het heiligbeen in plaats van midden op de rug te eindigen zoals bij de camarasaurussoorten. De eerste sacrale wervel is sterker gesacraliseerd en de vijfde sacrale wervel minder gesacraliseerd dan bij camarsaurussoorten. De plaat van de sacrale ribben is sterker ontwikkeld dan bij de camarasaurussoorten, ook bij zeer oude exemplaren daarvan. Het darmbeen is naar voren gedraaid ten opzichte van de lengteas van het heiligbeen. Bij de achterste chevrons maken de achterste raakvlakken een steile hoek van 60° met het horizontale vlak terwijl de voorste facetten horizontaal staan. De voorpoot is slanker dan bij Camarasaurus lentus doch vergelijkbaar met die van Camarasaurus grandis.

### Skelet
Volgens McIntosh telde de wervelkolom twaalf halswervels, twaalf ruggenwervels, vijf sacrale wervels en minstens drieënveertig staartwervels.
In de wervelkolom is het opvallend dat de wervels van de hals en rug alle gevorkt zijn. De ruimte tussen de metapofysen van het doornuitsteeksels is onderaan niet afgerond maar scherp, al bij de derde halswervel. Zelfs de elfde ruggenwervel heeft een duidelijke vork, maar bij de twaalfde is de inkeping slechts een zwakke groeve in de bovenkant. Bij de wervels zijn de facetten van de gewrichtsuitsteeksels opvallend groot en rechthoekig in plaats van ovaal; dit is eigenlijk een bijkomend onderscheidend kenmerk. Van in ieder geval de vijfde halswervel tot en met de twaalfde ruggenwervel is er een hyposfeen-hypantrum-complex van secundaire gewrichtsuitsteeksels aanwezig. Behalve de extreme hoek van het achterste facet hebben de chevrons nog de eigenaardigheid dat de tweede de langste schijnt te zijn. Bij camarasaurussoorten neemt de lengte zoals gebruikelijker naar achteren in de reeks toe, en is vermoedelijk de zesde chevron het langst. Het heiligbeen toont extreme vergroeiingen. Alle centra zijn versmolten. De wervelboog van de eerste sacrale wervel is versmolten met die van de tweede wervel. Het doornuitsteeksel van de eerste wervel is over het onderste twee derden deel vergroeid met het doornuitsteeksel van de tweede wervel. Het vierde doornuitsteeksel is echter niet vergroeid met het derde en het vijfde is niet alleen niet vergroeid, maar staat een stuk achter het vierde. Aangezien dus slechts het tweede en derde doornuitsteeksel vergroeid zijn, is er geen doorlopende sacraalplaat zoals bij oude exemplaren van camarasaurussoorten. De sacrale ribben hebben aan hun bases halfcirkelvormige platen die onder sauropoden uniek zijn. De pezen zijn bij het heiligbeen verbeend, wat op zich al heel zeldzaam is bij sauropoden, en de diapofyse van de achterliggende wervel is via een verbeende pees verbonden met het doornuitsteeksel van de voorliggende wervel. Verbindingen ontstaan zo tussen de tweede en derde, en derde en vierde wervel. Het kan zijn dat ook de andere sacrale wervels zulke verbindingen hadden en dat die bij het uitgraven verloren zijn gegaan. De pezen zijn bandvormig. Dit laatste kan een ouderdomsverschijnsel zijn, maar wordt ook bij oude exemplaren van andere sauropoden niet aangetroffen. Jensen zag het als een aanpassing om grote verticale krachten te weerstaan. Anders dan Jensen dacht, zijn de chevrons niet speciaal lang.
Het rechteropparmbeen heeft een lengte van 101 centimeter. De voorpoot is relatief slank. De ellepijp heeft een processus olecrani.
Het darmbeen is ten opzichte van het heiligbeen vooraan naar beneden gedraaid onder een hoek van 20°, veel groter dan bij enig andere sauropode.
In 2017 werd gesteld dat de extreem scherpe insnijding van de metapofysen, de rechthoekige facetten van de gewrichtsuitsteeksels en de rotatie van het darmbeen ook ouderdomsverschijnselen zouden kunnen zijn hoewel ze als zodanig niet van andere sauropoden bekend zijn. Het zou dan een "ontogimorph" zijn, zoals ook voor Torosaurus voorgesteld.

## Fylogenie
Jensen plaatste Cathetosaurus in de Camarasauridae. Bij veel auteurs volgt het taxon te plaatsing van Camarasaurus. Volgens een analyse van Tschopp uit 2014 staat Cathetosaurus onder Camarasaurus supremus en boven Camarasaurus annae in de stamboom. Hij heeft daarin het vrij hoge aantal van twaalf autapomorfieën, maar Tschopp neemt willekeurig een aantal van zeventien aan als criterium om van een apart geslacht te willen spreken. Volgens die norm zou Cathetosaurus dus een Camarasaurus lewisi zijn.

## Levenswijze
Volgens Jensen verhief Cathetosaurus zich vaak op zijn achterpoten om hogere plantenlagen te bereiken. Vermoedelijk was een vrij kleine vorm als Cathetosaurus hier goed toe in staat. Omstreden is echter of dit een specialisatie van de soort was. De rotatie van het darmbeen zou de hele rugbasis permanent geheven kunnen hebben, wat de relatief lange voorpoten verklaart. Dat zou een meer volledige heffing vergemakkelijkt hebben en de verbeende pezen zouden daarbij de krachten opgevangen kunnen hebben. Het kan echter ook zijn dat Cathetosaurus een meer brachiosauride bouw had.